# Diplazium bipinnatum
Diplazium bipinnatum är en majbräkenväxtart som beskrevs av Michael Kessler och Alan Reid Smith.
Diplazium bipinnatum ingår i släktet Diplazium och familjen Athyriaceae. Inga underarter finns listade i Catalogue of Life.